# 小池弘文
小池 弘文（こいけ ひろふみ、1962年10月1日 - ）は、日本の短距離走の選手である。
三重県出身。筑波大学卒業。1983年に開催された世界選手権ヘルシンキ大会に短距離走者として出場。 1986年には、日本陸上競技選手権大会の男子200メートルで優勝する。四日市高校の教員時に1988年ソウルオリンピックで男子1600メートルリレー走に出場した。 
2016年現在、宇治山田商業高等学校にて、陸上競技の指導を行なっている。

## 参照資料
1. 1 2  束原文郎「1912 年〜2008 年夏季オリンピック日本代表選手団に関する資料:所属組織と最終学歴を中心に」『スポーツ科学研究』第10巻、2013年、242-316頁、2019年10月18日閲覧。
2. ↑  三重陸上競技協会史
3. ↑  過去の優勝者・記録（男子200メートル） 日本陸上競技連盟
4. ↑  “Hirofumi Koike Olympic Results”.  Sports Reference LLC. 2020年4月17日時点のオリジナルよりアーカイブ。2017年9月3日閲覧。
5. ↑  小学校から中学校への接続を円滑に中一ギャップ解消に向けた小小連携・小中連携の研究実践報告 たより9号 伊勢市教育研究所 平成28年2月29日発行